# Villefargeau
Villefargeau is een gemeente in het Franse departement Yonne (regio Bourgogne-Franche-Comté) en telt 908 inwoners (1999). De plaats maakt deel uit van het arrondissement Auxerre.

## Geografie
De oppervlakte van Villefargeau bedraagt 13,8 km², de bevolkingsdichtheid is 65,8 inwoners per km².
De onderstaande kaart toont de ligging van Villefargeau met de belangrijkste infrastructuur en aangrenzende gemeenten.

## Demografie
Onderstaande figuur toont het verloop van het inwonertal (bron: INSEE-tellingen).